# Nacer Chahat
 (février 2025).
Nacer E. Chahat est un ingénieur et chercheur franco-algéro-américain au Jet Propulsion Laboratory de la National Aeronautics and Space Administration (NASA).

## Jeunesse et formation
Chahat est né à Angers, en France, dans une famille d'origine algérienne. Il a effectué sa scolarité au lycée Palissy. Il a obtenu ses diplômes de master en génie électrique à l’École Supérieure d’Ingénieurs de Rennes (ESIR) et en télécommunications à l’Institut d’Électronique et de Télécommunications de Rennes (IETR) de l’Université de Rennes 1 en 2009,. Il a ensuite complété son doctorat en traitement du signal et télécommunications à l’IETR, Université de Rennes 1, en 2012. Il a effectué un post doctorat au California institute of Technology,.

## Carrière
Chahat travaille au Jet Propulsion Laboratory (JPL) de la National Aeronautics and Space Administration (NASA) depuis 2013,. Il a d’abord rejoint l’équipe en tant qu’ingénieur micro-ondes/antennes, avant d’occuper les postes de membre du personnel de la section technique et de responsable de la livraison de produits en 2017. En 2019, il est devenu ingénieur du système de la charge utile de la mission SWOT.
Au JPL, Chahat a contribué à plusieurs projets, notamment le Mars Helicopter, Mars 2020, SWOT, Europa Clipper, Mars Cube One, RaInCube, et d’autres encore.
Le 19 avril 2021, Chahat faisait partie de l’équipe du Jet Propulsion Laboratory qui a réussi à faire voler Ingenuity, le premier aéronef à propulsion contrôlée à évoluer sur une autre planète.
En 2022, Chahat a été nommé IEEE Fellow, en reconnaissance de ses contributions aux antennes et à la propagation pour les missions spatiales, devenant ainsi l’un des plus jeunes Fellows de l’IEEE.
En 2024, il devient IET Fellow, et reçoit le NASA’s Exceptional Public Achievement Medal.
Il a reçu le Presidential Early Career Award for Scientists and Engineers en 2025.

## Recherche
Chahat est spécialisé dans la conception d’antennes et l’analyse des interférences et compatibilités électromagnétiques (EMI/EMC) pour les missions spatiales. Il travaille également sur un large éventail de fréquences, allant de l’UHF au THz, appliquées aux communications, aux radars, aux systèmes d’imagerie, aux antennes de télécommunications par satellite, aux antennes portables et flexibles, ainsi qu’aux antennes pour la télédétection et la radioastronomie.
Parmi les contributions notables de Chahat aux missions de la NASA figurent la conception du réflecteur déployable en bande Ka pour Raincube, des antennes en bande X pour Mars Cube One, l’antenne pour l’atterrisseur Europa, ainsi que des dispositifs de communication pour la mission Mars Helicopter,.

## Distinctions et reconnaissances
- 2015: Prix Bretagne Jeune Chercheur[11]
- 2017: The IEEE Sergei A. Schelkunoff Award[12]
- 2017: The Lew Allen Award for Excellence[13]
- 2018: George Herzl Award[6]
- 2018: The Engineers' Council Future Technology Leader Award[14]
- 2019: JARS Best Paper Award for Photo-Optical Instrumentation and Design[15]
- 2021: IET Dr. Sudhalar Rao Award[14]
- 2022: IEEE Fellow[16]
- 2022: National Space Society (NSS) Award[6]
- 2022: IEEE Spectrum Emerging Technology Award[6]
- 2022: Robert J. Collier Trophy[6]
- 2022: National Air & Space Museum Collins Award[6]
- 2022: Rennais of the Year[17]
- 2023: AIAA Associate Fellow[18]
- 2024: IET Fellow[8]
- 2024: NASA's Exceptional Public Achievement Medal[8]
- 2025: Presidential Early Career Award[8]

## Publications sélectionnées
- (en) Maxim Zhadobov, Nacer Chahat, Ronan Sauleau, Catherine Le Quement et Yves Le Drean, « Millimeter-wave interactions with the human body: state of knowledge and recent advances », International Journal of Microwave and Wireless Technologies, vol. 3, no 2,‎ 11 avril 2011, p. 237–247 (lire en ligne, consulté le 11 février 2025)
- (en) Nacer Chahat, Maxim Zhadobov, Ronan Sauleau et Koichi Ito, « A Compact UWB Antenna for On-Body Applications », IEEE Transactions on Antennas and Propagation, vol. 59, no 4,‎ 11 avril 2011, p. 1123–1131 (lire en ligne, consulté le 11 février 2025)
- (en) Richard E. Hodges, Nacer Chahat, Daniel J. Hoppe et Joseph D. Vacchione, « A Deployable High-Gain Antenna Bound for Mars: Developing a new folded-panel reflectarray for the first CubeSat mission to Mars », IEEE Antennas and Propagation Magazine, vol. 59, no 2,‎ 11 avril 2017, p. 39–49 (lire en ligne, consulté le 11 février 2025)
- (en) Nacer Chahat, Richard E. Hodges, Jonathan Sauder, Mark Thomson, Eva Peral et Yahya Rahmat-Samii, « CubeSat Deployable Ka-Band Mesh Reflector Antenna Development for Earth Science Missions », IEEE Transactions on Antennas and Propagation, vol. 64, no 6,‎ 11 juin 2016, p. 2083–2093 (lire en ligne, consulté le 11 février 2025)
- (en) A. Pellegrini, A. Brizzi, L. Zhang, K. Ali, Y. Hao, X. Wu, C. C. Constantinou, Y. Nechayev, P. S. Hall, N. Chahat, M. Zhadobov et R. Sauleau, « Antennas and Propagation for Body-Centric Wireless Communications at Millimeter-Wave Frequencies: A Review [Wireless Corner] », IEEE Antennas and Propagation Magazine, vol. 55, no 4,‎ 11 août 2013, p. 262–287 (lire en ligne, consulté le 11 février 2025)
- (en) Nacer Chahat, Maxim Zhadobov, Laurent Le Coq et Ronan Sauleau, « Wearable Endfire Textile Antenna for On-Body Communications at 60 GHz », IEEE Antennas and Wireless Propagation Letters, vol. 11,‎ 11 février 2012, p. 799–802 (lire en ligne, consulté le 11 février 2025)
- (en) Nacer Chahat, Maxim Zhadobov, Laurent Le Coq, Stanislav I. Alekseev et Ronan Sauleau, « Characterization of the Interactions Between a 60-GHz Antenna and the Human Body in an Off-Body Scenario », IEEE Transactions on Antennas and Propagation, vol. 60, no 12,‎ 11 décembre 2012, p. 5958–5965 (lire en ligne, consulté le 11 février 2025)
- (en) Nacer Chahat, Maxim Zhadobov, Shoaib Anwar Muhammad, Laurent Le Coq et Ronan Sauleau, « 60-GHz Textile Antenna Array for Body-Centric Communications », IEEE Transactions on Antennas and Propagation, vol. 61, no 4,‎ 11 avril 2013, p. 1816–1824 (lire en ligne, consulté le 11 février 2025)

- (en) Nacer Chahat, Guido Valerio, Maxim Zhadobov et Ronan Sauleau, « On-Body Propagation at 60 GHz », IEEE Transactions on Antennas and Propagation, vol. 61, no 4,‎ 11 avril 2013, p. 1876–1888 (lire en ligne, consulté le 11 février 2025)